# 메소코
메소코(롬바르디아어 : Mesòch)는 스위스 그라우뷘덴주의 모에사군에 있는 자치체이다.

## 역사
이 지역의 첫 번째 인간 정착지는 중석기 시대로 거슬러 올라간다. 기원전 6000년경의 석기들이 시의 Silex 구역에서 발견되었다. 같은 장소에서 신석기 시대의 화덕과 도자기(기원전 5000년)도 발견되었다. 이 지역의 첫 번째 영구 정착지는 청동기 시대 (약 기원전 1400-1200년)와 로마 철기 시대 이전으로 거슬러 올라간다. 철기 시대 초기(기원전 600-500년)의 주목할만한 묘지와 로마 정착촌의 흔적이 마을 근처의 고르다 언덕에서 발견되었다. 또한 같은 언덕에서 중세 초기 무덤(서기 6세기)도 발견되었다.
성은 12세기에 지어졌으며 1219년에 처음 언급되었다. 메소코 마을은 1203년에 Mesoco로 처음 언급된다. 1383년에는 Misogg로 언급되었다. 1480년에 메소코와 Soazza는 기꺼이 회색동맹에 합류했다.
1907년에서 1978년 사이에 메소코는 벨린초나-메소코 철도로 벨린초나 및 고타드 철도와 연결되었다.

## 지리

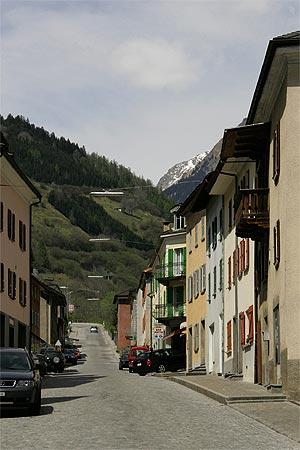
메소코 마을 거리

메소코의 면적은 2006년 기준으로 164.8k㎡이다. 이 면적 중 20.1%는 농업용으로 사용되고, 20.1%는 산림이다. 나머지 토지 중 1.3%는 정착지(건물 또는 도로)이고, 나머지(58.6%)는 비생산적(강, 빙하 또는 산)이다.
2017년 이전에 시정촌은 메소코 지역의 모에사 하위 지역에 위치했으며, 2017년 이후에는 모에사군의 일부가 되었다. Misox 계곡의 최북단 지방 자치 단체이며 주에서 가장 큰 지방 자치 단체 중 하나이다. 그것은 지역의 중등학교, 지방 법원 및 수많은 관공서를 포함한다. 그것은 산베르나르디노의 산악 마을을 포함하여 11개의 구간으로 구성된 메소코 마을로 구성된다.

## 인구통계
2020년 12월 31일 기준, 메소코의 인구는 1,323명이다. 2008년 기준으로 전체 인구의 13.5%가 외국인이다. 지난 10년 동안 인구는 -1.1%의 비율로 감소했다. 2000년 기준, 인구 대부분은 이탈리아어(89.1%)를 사용하며, 독일어가 두 번째(6.2%)로 많이 사용되고, 알바니아어가 세 번째(1.4%)로 사용된다.
2000년 기준으로 인구의 성별 분포는 남성 50.4%, 여성 49.6%였다. 2000년 현재 메소코의 연령 분포는 다음과 같다. 112명의 어린이 또는 인구의 9.3%가 0세에서 9세 사이이다. 62명(5.2%)은 10~14세, 41명(3.4%)은 15~19세이다. 성인 인구 중 134명(인구의 11.2%)이 20~29세이다. 189명(15.7%)은 30~39세, 163명(13.6%)은 40~49세, 150명(12.5%)은 50~59세이다. 고령자 분포는 157명(인구의 13.1%)이 60~69세 사이이다. 70~79세는 129명(10.7%), 80~89세는 50명(4.2%), 90~99세는 14명(1.2%)이다.
2007년 연방 선거에서 가장 인기 있는 정당은 37.1%의 득표율을 얻은 SP였다. 다음으로 가장 인기 있는 세 정당은 SVP (34.1%), CVP (20.5%), FDP (8.2%)였다.
메소코에서는 인구의 약 70.3%(25-64세 사이)가 비필수 고등교육 또는 추가 고등교육(대학 또는 응용학문대학)을 완료했다.
메소코의 실업률은 4.26%이다. 2005년 현재 1차 경제 부문에 52명이 고용되어 있으며, 이 부문에 약 17개 기업이 참여하고 있다. 138명이 2차 부문에 고용되어 있고, 이 부문에 19개의 기업이 있다. 263명이 3차 부문에 고용되어 있으며, 이 부문에는 56개의 기업이 있다.
2000년 인구 조사에 따르면 1,093명 또는 91.0%가 로마 가톨릭 신자이고, 37명 또는 3.1%가 스위스 개혁 교회에 속해 있다. 나머지 인구 중 정교회에 속한 5명의 개인(또는 인구의 약 0.42%)이 있다. 이슬람교는 23명(약 1.92%)이다. 31명(약 2.58%)은 교회에 속하지 않고 불가지론자 또는 무신론자이며, 12명(또는 인구의 약 1.00%)은 질문에 대답하지 않았다.
역사적 인구는 다음 표에 나와 있다.
| 년도 | 인구  |
| ---- | ----- |
| 1701 | 1,013 |
| 1773 | 921   |
| 1802 | 862   |
| 1850 | 1,182 |
| 1900 | 1,173 |
| 1950 | 1,150 |
| 2000 | 1,201 |

## 기후
1991년에서 2020년 사이에 메소코의 연평균 강수량은 123.9일이었고 평균 강수량은 1,637mm였다. 가장 습한 달은 8월로 메소코의 평균 강수량은 187mm였다. 이달 동안 평균 강수량은 12.7일이었다. 일년 중 가장 건조한 달은 2월로 6.5일 동안 평균 강수량이 60mm였다.
| 산베르나르디노 (1991–2020)의 기후 | 산베르나르디노 (1991–2020)의 기후 | 산베르나르디노 (1991–2020)의 기후 | 산베르나르디노 (1991–2020)의 기후 | 산베르나르디노 (1991–2020)의 기후 | 산베르나르디노 (1991–2020)의 기후 | 산베르나르디노 (1991–2020)의 기후 | 산베르나르디노 (1991–2020)의 기후 | 산베르나르디노 (1991–2020)의 기후 | 산베르나르디노 (1991–2020)의 기후 | 산베르나르디노 (1991–2020)의 기후 | 산베르나르디노 (1991–2020)의 기후 | 산베르나르디노 (1991–2020)의 기후 | 산베르나르디노 (1991–2020)의 기후 |
| 월                                | 1월                               | 2월                               | 3월                               | 4월                               | 5월                               | 6월                               | 7월                               | 8월                               | 9월                               | 10월                              | 11월                              | 12월                              | 연간                              |
| --------------------------------- | --------------------------------- | --------------------------------- | --------------------------------- | --------------------------------- | --------------------------------- | --------------------------------- | --------------------------------- | --------------------------------- | --------------------------------- | --------------------------------- | --------------------------------- | --------------------------------- | --------------------------------- |
| 일평균 최고 기온 °C (°F)          | 0.7 (33.3)                        | 1.0 (33.8)                        | 3.7 (38.7)                        | 6.8 (44.2)                        | 11.5 (52.7)                       | 15.9 (60.6)                       | 18.2 (64.8)                       | 17.8 (64.0)                       | 13.4 (56.1)                       | 9.2 (48.6)                        | 4.1 (39.4)                        | 1.3 (34.3)                        | 8.6 (47.5)                        |
| 일일 평균 기온 °C (°F)            | −3.4 (25.9)                       | −3.1 (26.4)                       | −0.3 (31.5)                       | 2.7 (36.9)                        | 7.0 (44.6)                        | 11.2 (52.2)                       | 13.2 (55.8)                       | 12.9 (55.2)                       | 9.0 (48.2)                        | 5.0 (41.0)                        | 0.4 (32.7)                        | −2.6 (27.3)                       | 4.3 (39.7)                        |
| 일평균 최저 기온 °C (°F)          | −7.3 (18.9)                       | −7.1 (19.2)                       | −4.2 (24.4)                       | −1.1 (30.0)                       | 2.9 (37.2)                        | 6.7 (44.1)                        | 8.6 (47.5)                        | 8.6 (47.5)                        | 5.1 (41.2)                        | 1.4 (34.5)                        | −2.7 (27.1)                       | −6.1 (21.0)                       | 0.4 (32.7)                        |
| 평균 강수량 mm (인치)             | 77 (3.0)                          | 60 (2.4)                          | 81 (3.2)                          | 133 (5.2)                         | 168 (6.6)                         | 172 (6.8)                         | 159 (6.3)                         | 187 (7.4)                         | 162 (6.4)                         | 181 (7.1)                         | 168 (6.6)                         | 88 (3.5)                          | 1,637 (64.4)                      |
| 평균 강설량 cm (인치)             | 100 (39)                          | 82 (32)                           | 77 (30)                           | 92 (36)                           | 14 (5.5)                          | 1 (0.4)                           | 0 (0)                             | 0 (0)                             | 1 (0.4)                           | 10 (3.9)                          | 69 (27)                           | 91 (36)                           | 537 (211)                         |
| 평균 강수일수 (≥ 1.0 mm)          | 7.6                               | 6.5                               | 8.1                               | 10.1                              | 14.1                              | 12.5                              | 12.0                              | 12.7                              | 10.0                              | 11.1                              | 10.7                              | 8.5                               | 123.9                             |
| 평균 강설일수 (≥ 1.0 cm)          | 8.7                               | 7.7                               | 7.8                               | 7.8                               | 1.8                               | 0.1                               | 0.0                               | 0.0                               | 0.2                               | 1.6                               | 7.0                               | 8.9                               | 51.6                              |
| 평균 상대 습도 (%)                | 66                                | 63                                | 66                                | 71                                | 73                                | 72                                | 72                                | 75                                | 77                                | 77                                | 74                                | 68                                | 71                                |
| 평균 월간 일조시간                | 97                                | 107                               | 141                               | 128                               | 128                               | 145                               | 163                               | 154                               | 133                               | 109                               | 81                                | 86                                | 1,470                             |
| 가능 일조율                       | 54                                | 56                                | 52                                | 44                                | 40                                | 44                                | 49                                | 50                                | 49                                | 48                                | 45                                | 51                                | 48                                |
| 출처: MeteoSwiss (snow 1981–2010) |                                   |                                   |                                   |                                   |                                   |                                   |                                   |                                   |                                   |                                   |                                   |                                   |                                   |

## 관광

### 국가중요문화재
메소코성(Castello di Mesocco)과 산마리아 알 카스텔로 교회는 국가적으로 중요한 스위스 유산으로 등재되어 있다.
카스텔로 유적은 주에서 가장 큰 유적 중 하나이다. 원래 12세기부터 1480년까지 귀족 가문인 폰 삭스의 자리였으며, Misox의 프라이헤르(Freiherr of Misox)가 소유했다. 1480년부터 1549년까지 트리불치오 가문이 소유했다.
성 아래에는 산타 마리아 알 카스텔로 교회가 있다. 이 교회는 1219년에 처음 언급되었다. 이곳에는 15세기 중반 세레그네시의 작업장에서 가져온 여러 프레스코가 있다.

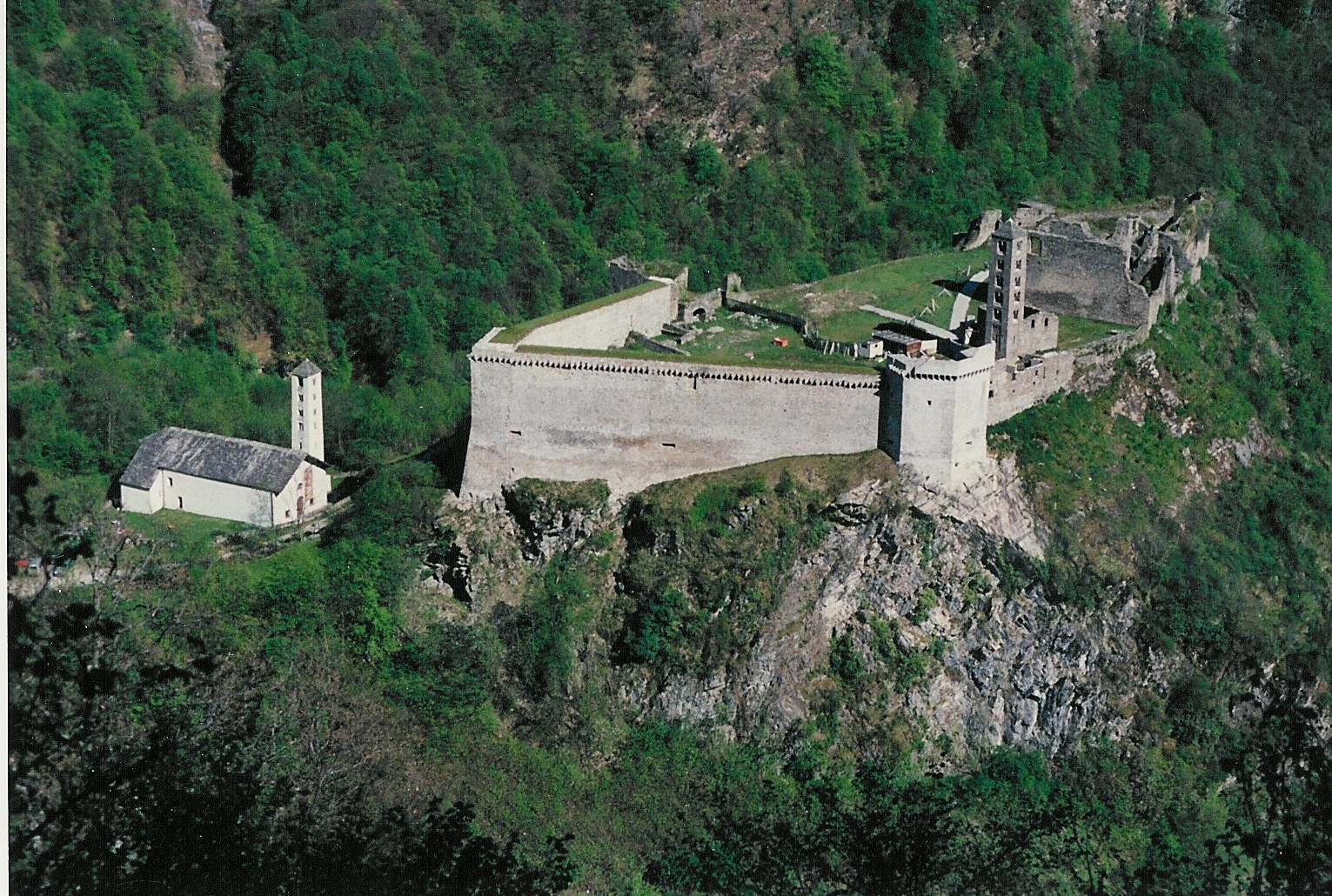
메소코성의 공중뷰
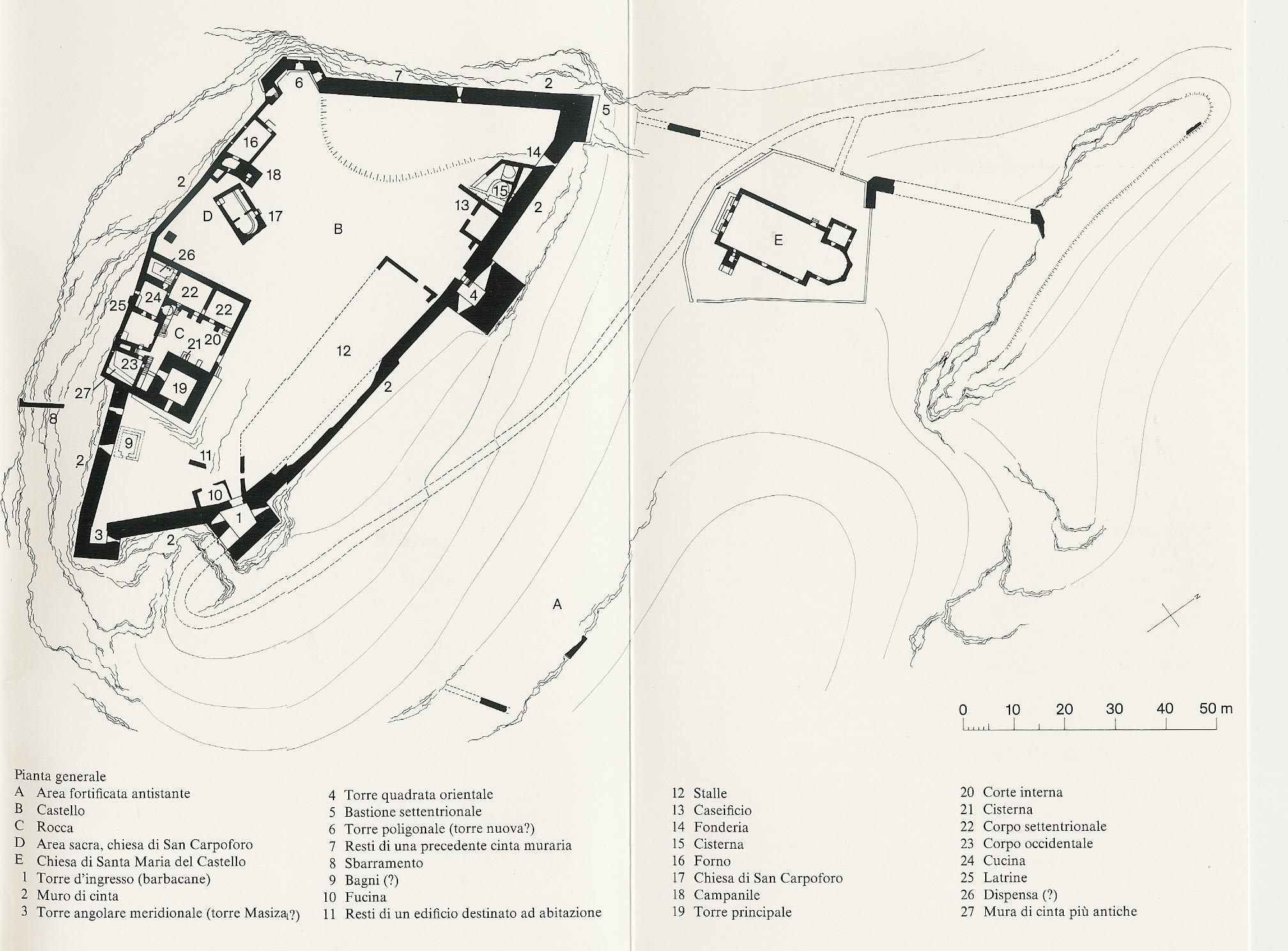
메소코성의 구조
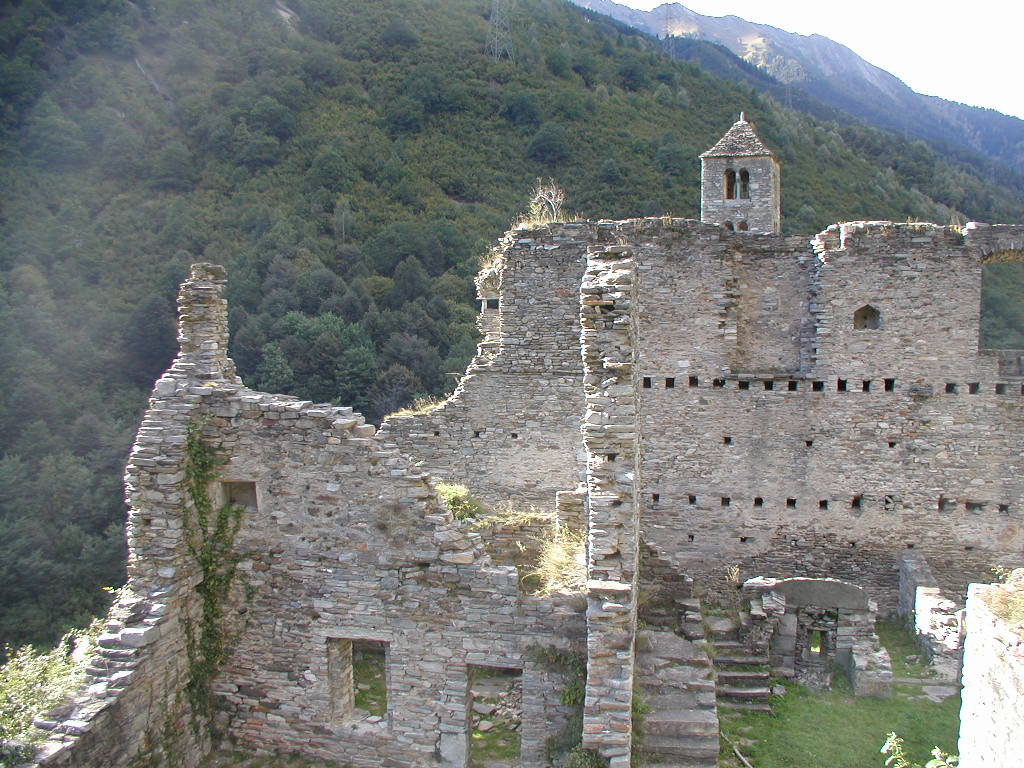
성벽
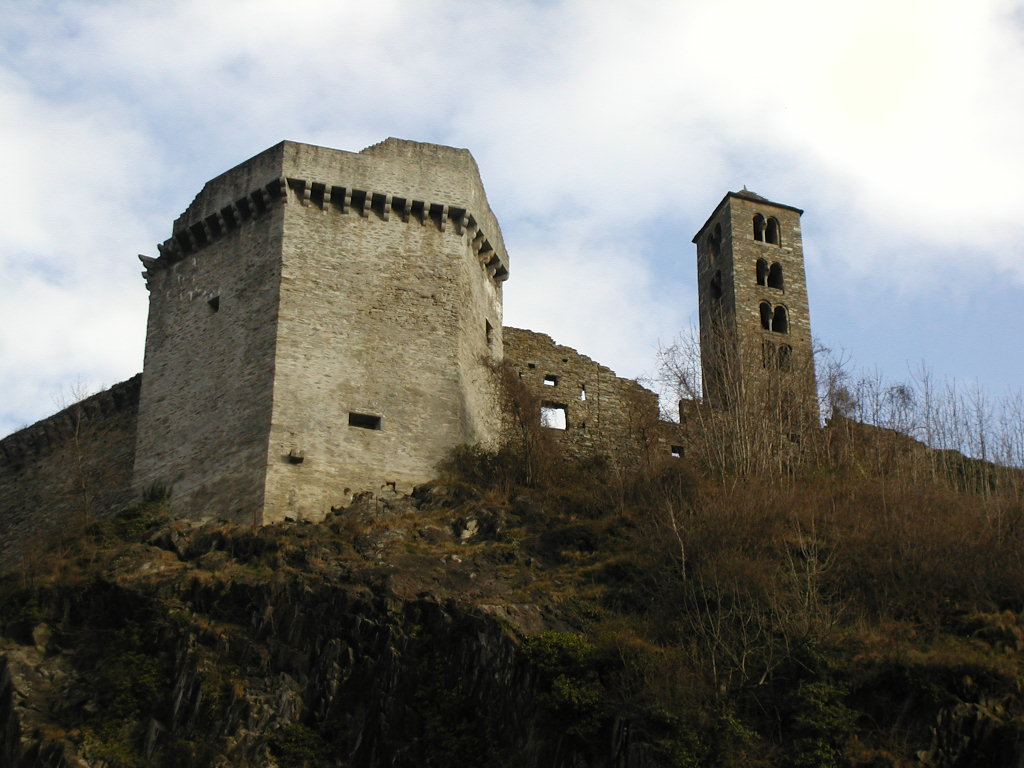
주탑과 종탑
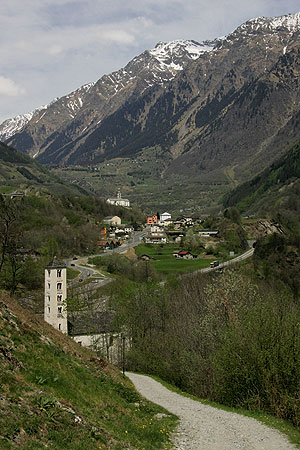
성에서 메소코와 산마리아 교회쪽으로 본 풍경
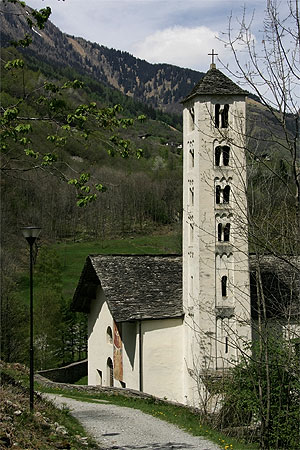
산마리아와 성
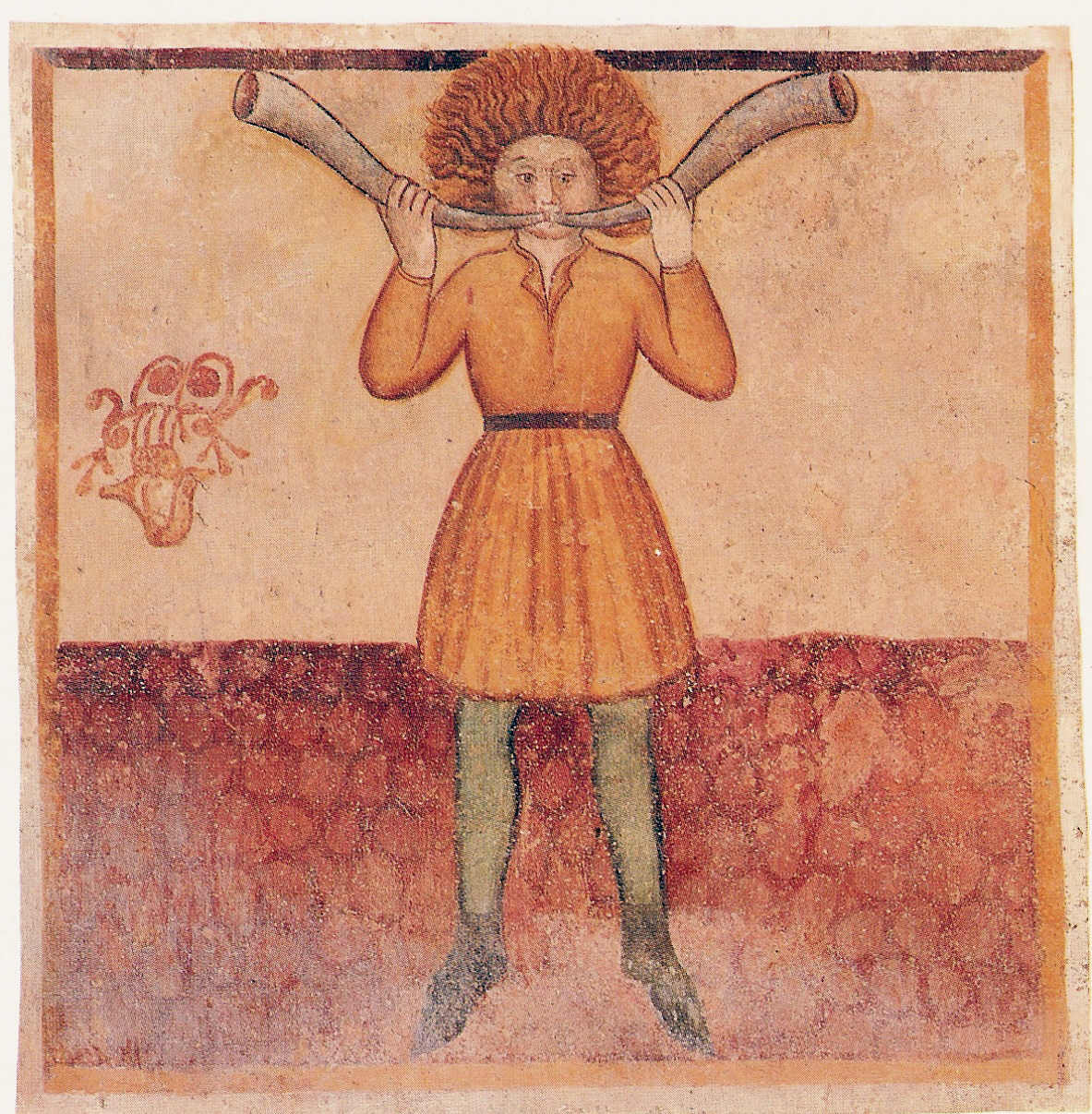
3월을 나타내는 교회의 프레스코
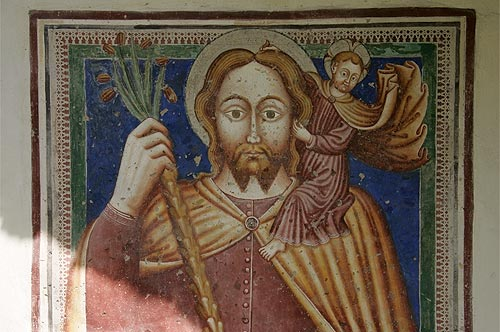
성 크리스토퍼의 프레스코

### 교회

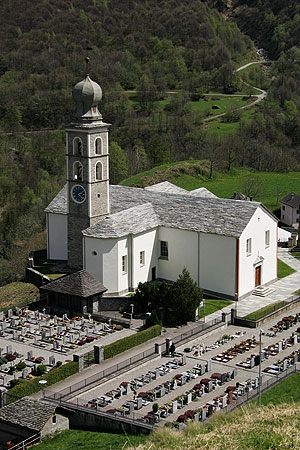
SS. 피에트로와 파올로 교회

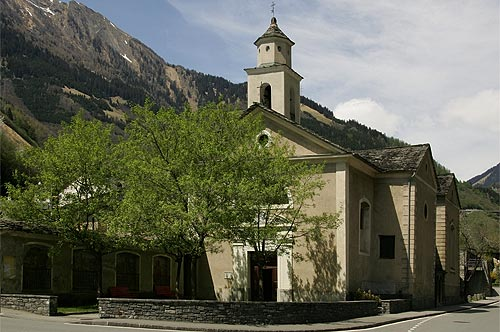
산로코 교회

SS 피에트로와 파올로 교구 교회는 1219년에 처음 언급되었다. 17세기에 개조되었고, 1959년에 복구되었다.
산로코 교회는 1668년 이래로 카푸친 수사들이 직원으로 근무하고 있는 부속 호스피스와 함께 지어졌다. 교회 부지에는 많은 예배당이 있으며, 그중 1419년에 처음 언급된 산자코모 예배당이 있다.
개신교 종교 개혁 기간 동안 안더기아의 산주세페 교회는 개신교 예배에 사용되었다.
체비아에 있는 산조반니 네포무체노 교회는 1978년 홍수로 파괴되어 재건해야 했다.

### 기타 건물
마르카 주택은 1565년에 지어졌다가 나중에 확장되었다. 이 오래된 집 외에도 19세기의 많은 귀족 집이 있다.